# 1893 en philosophie
Chronologie de la philosophie
- 1889
- 1890
- 1891
- 1892
- 1893
- 1894
- 1895
- 1896
- 1897

L’année 1893 a été marquée, en philosophie, par les événements suivants :

## Publications
- La Philosophie de la liberté, de Rudolf Steiner.

## Naissances
- 27 mars : Karl Mannheim, sociologue et philosophe allemand, mort en 1947.

## Décès
- 5 mars : Hippolyte Taine, philosophe et historien français, né en 1828, mort à 64 ans.
- 10 mai : Tommaso Maria Zigliara, théologien français, né en 1833, mort à 59 ans.
- 27 décembre : Victor Considerant, philosophe français, né en 1808, mort à 85 ans.